# Capnia turkestanica
Capnia turkestanica is een steenvlieg uit de familie Capniidae. De wetenschappelijke naam van de soort is voor het eerst geldig gepubliceerd in 1950 door Kimmins.